# アヤーン・ヒルシ・アリ
アヤーン・ヒルシ・アリ（Ayaan Hirsi Ali、オランダ語: [aːˈjaːn ˈɦiːrsi ˈaːli] ( 音声ファイル)、出生名：Ayaan Hirsi Magan、1969年11月3日 - ）は、ソマリア・モガディシュ生まれのオランダの元下院議員。ケニアやサウジアラビア、エチオピアで生活した経験を持つ。
元イスラム教徒の無神論者。イスラム世界における女性の扱いの低さを訴え、抑圧からの解放を解く。ごく部分的に美点を認めるものの、イスラム教自体やその開祖ムハンマドにも否定的である。2004年に監督が殺害された映画『サブミッション』の脚本を書いており、彼女も監督と同様に命を奪われる危険にさらされている。
2015年の著作では、従来の見解から少し軟化して、イスラム教の改革において必要な要素として
1. クルアーンの逐語的解釈の停止
2. シャリーアの停止
3. 来世を現世より重視する世界観からの決別
4. 精神的指導者のファトワー宣布の権限廃止
5. 聖戦思想の破棄

の五項目を挙げている。

## 経歴
- 1978年4月、家族とサウジアラビアに移り住む。
- 1979年、国外追放になり、エチオピアに滞在する。
- 1980年7月、ケニアに移り住む。この国で小説をはじめとする西洋文化やムスリム同胞団の原理主義に触れる。
- 1992年、伝統で父親に決められた結婚を拒みオランダに渡る。同年、難民申請が認められる。
- 1997年、オランダへの帰化を申請。オランダ国籍を得る。
- 2001年、労働党へ入党。
- 2002年、初めて殺害を予告する脅迫を受ける。
- 2003年1月、オランダの下院議員に当選。所属は自由民主国民党。
- 2003年2月、テオ・ファン・ゴッホ監督と初めて会う。
- 2004年、脚本を担当した映画『サブミッション』が公開。同年、ゴッホ監督が殺害される。
- 2005年、タイム誌において「世界で最も影響力のある100人」に選ばれる。
- 2006年、帰化の際に名前と生年月日を偽っていたため、オランダ国籍を剥奪されそうになる。同年下院議員を辞職。
- 2007年、アメリカ合衆国のグリーンカード取得。
- 2008年、女性の自由のためのシモーヌ・ド・ボーヴォワール賞受賞[3]。
- 2011年、イギリス出身の歴史家ニーアル・ファーガソンと結婚。同年に子供をもうける。

## 著書
- The Caged Virgin An Emancipation Proclamation for Women and lslam(2006年)
- Infidel:My Life（日本語訳『もう、服従しない イスラムに背いて、私は人生を自分の手に取り戻した』矢羽野薫訳、エクスナレッジ、2008年）
- Nomad: From Islam to America（2010年）
- Heretic: Why Islam needs a Reformation now（2015年）